# Station Dąbrówka Malborska
Station Dąbrówka Malborska is een spoorwegstation in de Poolse plaats Dąbrówka Malborska.